# باسل محمد
باسل محمد إبراهيم لاعب كرة قدم سعودي ، يلعب كمدافع لعب سابقاً في نادي الذهب.